# Segunda Categoría de Ecuador 1984
El Campeonato Ecuatoriano de Fútbol de Segunda Categoría 1984 fue la edición n.º 11 de la segunda división del fútbol ecuatoriano, ya que sería el segundo escalafón de la pirámide del Fútbol Ecuatoriano por detrás de la Serie A, comenzó a disputarse el 10 de noviembre de 1984 y terminó el 19 de enero de 1985. El primer semestre del año se jugaron los campeonatos provinciales, y durante el segundo semestre las Fases: Regional, Nacional y la Fase Final.
El Esmeraldas Petrolero lograría su primer título que le daría la oportunidad de participar en el Campeonato Ecuatoriano de Fútbol 1985, mientras que el Everest obtendría el primer subcampeonato.
En ese mismo año ascendieron tres equipos, que serían el campeón del torneo más los dos equipos que mejor se ubicaran en el torneo de ascenso, ya que para la siguiente temporada del Campeonato Ecuatoriano de Fútbol 1985 aumentaría el número de participantes y se necesitarían equipos cuyas ciudades no tuvieran fútbol de 1ª Categoría. Este es el motivo porque el cuadro del Everest no participó en el triangular ya que en la Serie A ya había 4 equipos de dicha ciudad; en su lugar jugaría el Audaz Octubrino, equipo que terminaría eliminado en la 1ª fase.

## Sistema de campeonato
FASE PROVINCIAL (Primera Etapa)
- La Primera Fase está formada por los Campeonatos provinciales organizados por cada Asociación de Fútbol (9 en ese entonces), los campeones y vicecampeones clasificarán al Zonal Regional.

FASE REGIONAL (Segunda Etapa)
- La Zona 1 estuvo integrada por las provincias deː Azuay y El Oro.
- La Zona 2 estuvo integrada por las provincias deː Guayas y Los Ríos.
- La Zona 3 estuvo integrada por las provincias deː Esmeraldas y Pichincha.
- La Zona 4 estuvo integrada por las provincias deː Manabí y Tungurahua.
- La Zona 5 estuvo integrada por la provincia deː Cotopaxi.

- Cada zona jugara con 4 equipos de las 2 provincias que participaran por sorteo previo en encuentros de ida y vuelta clasificara a la tercera etapa el equipo con mayor cantidad de puntos posibles.

FASE FINAL (Tercera Etapa)
- Un total de 5 clubes jugarán esta etapa.
- El Pentagonal constará con partidos de ida y vuelta (10 fechas).
- El primer equipo que logre la mayoría de puntos logrará el ascenso a la Serie A 1984.

Repechaje de Ascenso (Cuarta Etapa)
- Un total de 3 clubes jugarán esta etapa.
- El triangular constará con partidos de ida y vuelta (6 fechas).

## Equipos clasificados
| Asociación                                                              | Equipo                               | Vía de clasificación                                                                                     |
| ----------------------------------------------------------------------- | ------------------------------------ | --- |
| Azuay 2 cupos                                                           | Dep.Cuenca LDU(C)                    | Campeón de la Segunda Categoría de Azuay 1984 Subcampeón de la Segunda Categoría de Azuay 1984           |
| Cotopaxi 2 cupos                                                        | Dep.Cotopaxi Brasilia                | Campeón de la Segunda Categoría de Cotopaxi 1984 Subcampeón de la Segunda Categoría de Cotopaxi 1984     |
| El Oro 2 cupos                                                          | Audaz Octubrino Kléber Franco Cruz   | Campeón de la Segunda Categoría de El Oro 1984 Subcampeón de la Segunda Categoría de El Oro 1984         |
| [[Archivo:\|20x20px\|border\|Bandera de Esmeraldas]] Esmeraldas 2 cupos | Juvenil Esmeraldas Petrolero         | Campeón de la Segunda Categoría de Esmeraldas 1984 Subcampeón de la Segunda Categoría de El Oro 1984     |
| Guayas 2 cupos                                                          | Everest Filancard                    | Campeón de la Segunda Categoría de Guayas 1984 Subcampeón de la Segunda Categoría de Guayas 1984         |
| Los Ríos 2 cupos                                                        | Emelrios Santa Rita                  | Campeón de la Segunda Categoría de Los Ríos 1984 Subcampeón de la Segunda Categoría de Los Ríos 1984     |
| Manabí 2 cupos                                                          | Hungard Juventud Italiana            | Campeón de la Segunda Categoría de Manabí 1984 Subcampeón de la Segunda Categoría de Manabí 1984         |
| [[Archivo:\|20x20px\|border\|Bandera de Pichincha]] Pichincha 2 cupos   | Politécnico Independiente José Teran | Campeón de la Segunda Categoría de Pichincha 1984 Subcampeón de la Segunda Categoría de Pichincha 1984   |
| Tungurahua 2 cupos                                                      | Macará Abdón Calderón                | Campeón de la Segunda Categoría de Tungurahua 1984 Subcampeón de la Segunda Categoría de Tungurahua 1984 |

## Zona 1
Los equipos de Azuay y El Oro.

### Grupo A
|  |    | Equipo             | PJ | PG | PE | PP | GF | GC | DG | PTS |
|  | -- | ------------------ | -- | -- | -- | -- | -- | -- | -- | --- |
|  | 1° | Dep.Cuenca         | 6  | 4  | 0  | 2  | 9  | 5  | +4 | 8   |
|  | 2º | LDU(C)             | 6  | 2  | 2  | 2  | 4  | 3  | +1 | 6   |
|  | 3º | Kléber Franco Cruz | 6  | 2  | 2  | 2  | 5  | 6  | -1 | 6   |
|  | 4º | Audaz Octubrino    | 6  | 1  | 2  | 3  | 5  | 10 | -5 | 4   |

### Partidos y resultados
| Fecha 1         | Fecha 1   | Fecha 1          |
| Equipo Local    | Resultado | Equipo Visitante |
| --------------- | --------- | ---------------- |
| Dep.Cuenca      | 1-0       | LDU(C)           |
| Audaz octubrino | 0-2       | Kleber Franco    |

| Fecha 2         | Fecha 2   | Fecha 2          |
| Equipo Local    | Resultado | Equipo Visitante |
| --------------- | --------- | ---------------- |
| Dep.Cuenca      | 4-1       | Kleber Franco    |
| Audaz octubrino | 1-1       | LDU(C)           |

| Fecha 3       | Fecha 3   | Fecha 3          |
| Equipo Local  | Resultado | Equipo Visitante |
| ------------- | --------- | ---------------- |
| Dep.Cuenca    | 1-2       | Audaz Octubrino  |
| Kleber Franco | 0-0       | LDU(C)           |

| Fecha 4       | Fecha 4   | Fecha 4          |
| Equipo Local  | Resultado | Equipo Visitante |
| ------------- | --------- | ---------------- |
| LDU(C)        | 0-1       | Dep.Cuenca       |
| Kleber Franco | 1-1       | Audaz Octubrino  |

| Fecha 5       | Fecha 5   | Fecha 5          |
| Equipo Local  | Resultado | Equipo Visitante |
| ------------- | --------- | ---------------- |
| Kleber Franco | 1-0       | Dep.Cuenca       |
| LDU(C)        | 3-0       | Audaz Octubrino  |

| Fecha 6         | Fecha 6   | Fecha 6          |
| Equipo Local    | Resultado | Equipo Visitante |
| --------------- | --------- | ---------------- |
| Audaz Octubrino | 1-2       | Dep.Cuenca       |
| LDU(C)          | 1-0       | Kleber Franco    |

## Zona 2
Los equipos de Guayas y Los Ríos.

### Grupo B
|  |    | Equipo     | PJ | PG | PE | PP | GF | GC | DG  | PTS |
|  | -- | ---------- | -- | -- | -- | -- | -- | -- | --- | --- |
|  | 1° | Everest    | 6  | 4  | 2  | 0  | 13 | 2  | +11 | 10  |
|  | 2º | Filancard  | 6  | 3  | 2  | 1  | 14 | 7  | +7  | 8   |
|  | 3º | Santa Rita | 6  | 1  | 2  | 3  | 6  | 11 | -5  | 4   |
|  | 4º | Emelrios   | 6  | 1  | 0  | 5  | 3  | 16 | -13 | 2   |

### Partidos y resultados
| Fecha 1      | Fecha 1   | Fecha 1          |
| Equipo Local | Resultado | Equipo Visitante |
| ------------ | --------- | ---------------- |
| Filancard    | 0-1       | Everest          |
| Santa Rita   | 2-0       | Emelrios         |

| Fecha 2      | Fecha 2   | Fecha 2          |
| Equipo Local | Resultado | Equipo Visitante |
| ------------ | --------- | ---------------- |
| Filancard    | 3-0       | Emelrios         |
| Santa Rita   | 0-3       | Everest          |

| Fecha 3      | Fecha 3   | Fecha 3          |
| Equipo Local | Resultado | Equipo Visitante |
| ------------ | --------- | ---------------- |
| Filancard    | 5-2       | Santa Rita       |
| Emelerios    | 0-4       | Everest          |

| Fecha 4      | Fecha 4   | Fecha 4          |
| Equipo Local | Resultado | Equipo Visitante |
| ------------ | --------- | ---------------- |
| Everest      | 1-1       | Filancard        |
| Emelerios    | 1-0       | Santa Rita       |

| Fecha 5      | Fecha 5   | Fecha 5          |
| Equipo Local | Resultado | Equipo Visitante |
| ------------ | --------- | ---------------- |
| Emelrios     | 2-4       | Filancard        |
| Everest      | 1-1       | Santa Rita       |

| Fecha 6      | Fecha 6   | Fecha 6          |
| Equipo Local | Resultado | Equipo Visitante |
| ------------ | --------- | ---------------- |
| Santa Rita   | 1-1       | Filancard        |
| Everest      | 3-0       | Emelrios         |

## Zona 3
Los equipos de Esmeraldas y Pichincha.

### Grupo C
|  |    | Equipo               | PJ | PG | PE | PP | GF | GC | DG  | PTS |
|  | -- | -------------------- | -- | -- | -- | -- | -- | -- | --- | --- |
|  | 1° | Esmeraldas Petrolero | 6  | 4  | 2  | 0  | 16 | 4  | +12 | 10  |
|  | 2º | Juvenil              | 6  | 2  | 1  | 3  | 8  | 8  | 0   | 5   |
|  | 3º | Indep. José Teran    | 6  | 2  | 1  | 3  | 4  | 13 | -9  | 5   |
|  | 4º | Politécnico          | 6  | 1  | 2  | 3  | 9  | 12 | -3  | 4   |

### Partidos y resultados
| Fecha 1      | Fecha 1   | Fecha 1              |
| Equipo Local | Resultado | Equipo Visitante     |
| ------------ | --------- | -------------------- |
| Juvenil      | 1-2       | Esmeraldas Petrolero |
| Politécnico  | 1-1       | Indep. José Teran    |

| Fecha 2      | Fecha 2   | Fecha 2              |
| Equipo Local | Resultado | Equipo Visitante     |
| ------------ | --------- | -------------------- |
| Politécnico  | 2-2       | Esmeraldas Petrolero |
| Juvenil      | 0-1       | Indep. José Teran    |

| Fecha 3           | Fecha 3   | Fecha 3              |
| Equipo Local      | Resultado | Equipo Visitante     |
| ----------------- | --------- | -------------------- |
| Indep. José Teran | 0-3       | Esmeraldas Petrolero |
| Juvenil           | 4-2       | Politécnico          |

| Fecha 4              | Fecha 4   | Fecha 4          |
| Equipo Local         | Resultado | Equipo Visitante |
| -------------------- | --------- | ---------------- |
| Indep. José Teran    | 0-4       | Politécnico      |
| Esmeraldas Petrolero | 1-1       | Juvenil          |

| Fecha 5              | Fecha 5   | Fecha 5          |
| Equipo Local         | Resultado | Equipo Visitante |
| -------------------- | --------- | ---------------- |
| Indep. José Teran    | 2-1       | Juvenil          |
| Esmeraldas Petrolero | 4-0       | Politécnico      |

| Fecha 6              | Fecha 6   | Fecha 6           |
| Equipo Local         | Resultado | Equipo Visitante  |
| -------------------- | --------- | ----------------- |
| Politécnico          | 0-1       | Juvenil           |
| Esmeraldas Petrolero | 4-0       | Indep. José Teran |

## Zona 4
Los equipos de Manabi y Tungurahua.

### Grupo D
|  |    | Equipo            | PJ | PG | PE | PP | GF | GC | DG | PTS |
|  | -- | ----------------- | -- | -- | -- | -- | -- | -- | -- | --- |
|  | 1° | Abdón Calderón    | 6  | 3  | 3  | 0  | 8  | 3  | +5 | 9   |
|  | 2º | Macará            | 6  | 2  | 2  | 2  | 11 | 10 | +1 | 6   |
|  | 3º | Hungard           | 6  | 2  | 1  | 3  | 6  | 12 | -6 | 5   |
|  | 4º | Juventud Italiana | 6  | 2  | 0  | 4  | 8  | 8  | 0  | 4   |

### Partidos y resultados
| Fecha 1      | Fecha 1   | Fecha 1           |
| Equipo Local | Resultado | Equipo Visitante  |
| ------------ | --------- | ----------------- |
| Macara       | 1-1       | Abdon Calderón    |
| Hungard      | 1-5       | Juventud Italiana |

| Fecha 2           | Fecha 2   | Fecha 2          |
| Equipo Local      | Resultado | Equipo Visitante |
| ----------------- | --------- | ---------------- |
| Macara            | 5-0       | Hungard          |
| Juventud Italiana | 0-2       | Abdon Calderón   |

| Fecha 3           | Fecha 3   | Fecha 3          |
| Equipo Local      | Resultado | Equipo Visitante |
| ----------------- | --------- | ---------------- |
| Abdon Calderón    | 2-0       | Hungard          |
| Juventud Italiana | 3-2       | Macara           |

| Fecha 4           | Fecha 4   | Fecha 4          |
| Equipo Local      | Resultado | Equipo Visitante |
| ----------------- | --------- | ---------------- |
| Abdon Calderón    | 2-2       | Macara           |
| Juventud Italiana | 0-1       | Hungard          |

| Fecha 5        | Fecha 5   | Fecha 5           |
| Equipo Local   | Resultado | Equipo Visitante  |
| -------------- | --------- | ----------------- |
| Hungard        | 4-0       | Macara            |
| Abdon Calderón | 1-0       | Juventud Italiana |

| Fecha 6      | Fecha 6   | Fecha 6           |
| Equipo Local | Resultado | Equipo Visitante  |
| ------------ | --------- | ----------------- |
| Macara       | 1-0       | Juventud Italiana |
| Hungard      | 0-0       | Abdon Calderón    |

## Zona 5
Los equipos de Cotopaxi.

### Grupo E
|  |    | Equipo       | PJ | PG | PE | PP | GF | GC | DG | PTS |
|  | -- | ------------ | -- | -- | -- | -- | -- | -- | -- | --- |
|  | 1° | Dep.Cotopaxi | 3  | 2  | 0  | 1  | 7  | 5  | +2 | 4   |
|  | 2º | Brasilia     | 3  | 1  | 0  | 2  | 5  | 7  | -2 | 2   |

### Partidos y resultados
| Fecha 1      | Fecha 1   | Fecha 1          |
| Equipo Local | Resultado | Equipo Visitante |
| ------------ | --------- | ---------------- |
| Brasilia     | 2-1       | Dep.Cotopaxi     |

| Fecha 2      | Fecha 2   | Fecha 2          |
| Equipo Local | Resultado | Equipo Visitante |
| ------------ | --------- | ---------------- |
| Dep.Cotopaxi | 2-1       | Brasilia         |